# Lysiopetalum herzegowinense
Lysiopetalum herzegowinense är en mångfotingart som beskrevs av Karl Wilhelm Verhoeff 1897. Lysiopetalum herzegowinense ingår i släktet Lysiopetalum och familjen Callipodidae. Inga underarter finns listade i Catalogue of Life.